# Монголска народна партија
Монголска народна партија (монг. Монгол Ардын Нам), пре позната под именом Монголска народна револуционарна партија (Монгол Ардын Хувьсгалт Нам), је социјадемократска партија у Монголији. Ова партија је била на власти у Монголији од 1921. до 1996. и поново од 2000. до 2004. године. Поново је освојила власт 2016. године.

## Историјат
Партија је основана 1. марта 1921. године. Ово је била прва модерна партија, која је основана у Монголији. Првобитно је носила име Монголска народна партија, док јој је у назив додано револуционарна на конференцији 1924. године. Организациона структура партије темљила се на структури Комунистичке партије Совјетског Савеза.
Иако је у од почетка 1930-их до 1952. године најутицајнија чичност у Монголији био Хорлогин Чојбалсан, секретар партије је 1940. са 23 године постао Јумџагин Цеденбал, Стаљинов кандидат за Чојбалсановог наследника. Цеденбал је, за разлику од Чојбалсана, био реформатор и модернизатор.
Монголска влада је почетком 1990-их покренула реформе по узору на Горбачовљеве. Монголска народна партија је победила на изборима 1990. и 1992. и остала на власти до 1996. године. Са напуштањем социјализма, партија је напустила марксизам-лењинизам и усвојила социјадемократију и демократски социјализам као званичне идеологије. Од 2003. године, пуноправна је чланица Социјалистичке интернационале.
Године 2000, партија је победила на изборима и била на власти до 2004. године. Од 2006. године била је на власти у коалицији са Демократском странком.
Године 2010, Монголска народна партија је избацила из имена додатак револуционарна. Почетком 2011, биши председник партије, Намбарин Енхбајар, основао је нову, Монголску народну револуционарну партију.
Јануара 2012, Демократска странка напустила је коалицију с МНП пре предстојећих избора. На парламентарним изборима, МНП је освојила 25 од 76 посланичких места.
Јуна 2016 на парламентарним изборима МНП је освојила 65 од 76 мандата и тиме постала најјача парламентарна странка.

## Лидери партије
- Солин Данзан (1921)
- Ајвагин Данзан (1921 – 1924)
- Церен-Очирин Дамбадорж (1924 – 1928)
- Бат-Очирин Елдев-очир (1928 – 1930)
- Пелјидин Генден (1928 – 1932)
- Доржјавин Лувсаншрав (1923 – 1937)
- Банзарјавин Басањав (1936 – 1940)
- Јумџагин Цеденбал (1940 – 1954, 1958 – 1984)
- Дашин Дамба (1940, 1954 – 1958)
- Јамбин Батмунах (1985 – 1990)
- Гомбојавин Очирбат (1990 – 1991)
- Будрагчагин Даш-Јондон (1991 – 1996)
- Нацагин Багабанди (1997)
- Намбарин Енхбајар (1997 – 2005)
- Мијигомбо Енхболд (1997 – 2005)
- Санџагин Бајар (2007 – 2009)
- Сихбатарин Батболд (2010 – 2012)
- Улзијсаихан Енхтувшин (2012 – 2013)